# Liste der Monuments historiques in Beaufremont
Die Liste der Monuments historiques in Beaufremont führt die Monuments historiques in der französischen Gemeinde Beaufremont auf.

## Liste der Immobilien
| Bezeichnung            | Beschreibung | Standort                                       | Kennzeichnung | Schutzstatus | Datum | Bild           |
| ---------------------- | --- | ---------------------------------------------- | ------------- | ------------ | ----- | -------------- |
| Drei Grabhügel         | vorgeschichtliche Steinkistengräber | südlich des Ortes im Bois Saint-Charles (Lage) | PA88000007    | Inscrit      | 2000  |                |
| Château de Beaufremont | Ruine einer Burganlage, im 11. Jahrhundert erwähnt; Umfassungsmauer, 13. Jahrhundert, Kapelle, Ende des 14. Jahrhunderts, Wohngebäude, 15. Jahrhundert, im 19. Jahrhundert umgebaut | Le Château (Lage)                              | PA00107091    | Classé       | 1994  | weitere Bilder |
| Wegekreuz              | Ende des 15. Jahrhunderts | Rue de l’Église (Lage)                         | PA00107092    | Classé       | 1909  | weitere Bilder |

## Liste der Objekte
| Bezeichnung                                                       | Beschreibung | Standort                                  | Kennzeichnung | Schutzstatus | Datum | Bild |
| ----------------------------------------------------------------- | --- | ----------------------------------------- | ------------- | ------------ | ----- | ---- |
| Zwei Büsten: Petrus und Heiliger Gratus                           | Linden- bzw. Eichenholz, bemalt, 18. Jahrhundert | in der Kirche St-Pierre-et-St-Paul (Lage) | PM88001249    | Inscrit      | 2007  |      |
| Retabel und Altarbild Petrus und Paulus                           | vom alten Hochaltar; Holz, farbig gefasst und vergoldet, sowie Ölfarbe auf Leinwand, maroufliert, 18. Jahrhundert                                                          | in der Kirche St-Pierre-et-St-Paul (Lage) | PM88001999    | Inscrit      | 2007  |      |
| Grabstein                                                         | Kalkstein, 1567; anonymer Grabstein, viermal wiederverwendet, zuletzt 1767 für Claude Abel                                                                                 | in der Kirche St-Pierre-et-St-Paul (Lage) | PM88002000    | Inscrit      | 2007  |      |
| Grabstein für Jean de Beaufremont                                 | Stein, Ende des 14. Jahrhunderts | in der Kirche St-Pierre-et-St-Paul (Lage) | PM88000055    | Classé       | 1903  |      |
| Skulptur Leib Christi                                             | Holz, farbig gefasst, 17. Jahrhundert | in der Kapelle St-Joseph (Lage)           | PM88001362    | Inscrit      | 2008  |      |
| Taufbecken                                                        | Kalkstein, 15. Jahrhundert | in der Kirche St-Pierre-et-St-Paul (Lage) | PM88001248    | Inscrit      | 2007  |      |
| Religuiar des heiligen Gratus                                     | Lindenholz, farbig gefasst und vergoldet, um 1800 | in der Kirche St-Pierre-et-St-Paul (Lage) | PM88001363    | Inscrit      | 2007  |      |
| Relief Heiliger Nikolaus                                          | Holz, farbig gefasst und vergoldet, 18. Jahrhundert | in der Kapelle St-Joseph (Lage)           | PM88001247    | Inscrit      | 2008  |      |
| Skulptur Heiliger Gratus von Aosta                                | Holz, farbig gefasst, 18. Jahrhundert | in der Kapelle St-Joseph (Lage)           | PM88001246    | Inscrit      | 2008  |      |
| Grabstein für Philibert de Beaufremont und Agnès de Fonvelle      | Stein, 14. Jahrhundert | in der Kirche St-Pierre-et-St-Paul (Lage) | PM88000054    | Classé       | 1903  |      |
| Skulptur Der heilige Gratus mit dem Haupt von Johannes dem Täufer | Stein, 16. Jahrhundert | in der Kirche St-Pierre-et-St-Paul (Lage) | PM88000056    | Classé       | 1958  |      |
| Marienaltar                                                       | linker Seitenaltar; Altartisch und Retabel; Holz, farbig gefasst und vergoldet, erste Hälfte des 18. Jahrhunderts                                                          | in der Kirche St-Pierre-et-St-Paul (Lage) | PM88001250    | Inscrit      | 2007  |      |
| Gratusaltar                                                       | rechter Seitenaltar; Altartisch und Retabel; Holz, farbig gefasst und vergoldet, erste Hälfte des 18. Jahrhunderts                                                         | in der Kirche St-Pierre-et-St-Paul (Lage) | PM88001251    | Inscrit      | 2007  |      |
| Johanna-von-Orleans-Altar                                         | zum Gefallenendenkmal umgestaltet; Altar: Holz, farbig gefasst und vergoldet, um 1800; Gefallenendenkmal: zwei Gemälde (Ölfarbe auf Leinwand) und Gedenktafel (Gips), 1929 | in der Kirche St-Pierre-et-St-Paul (Lage) | PM88001252    | Inscrit      | 2007  |      |
| Nikolausaltar                                                     | Altartisch und Retabel; Holz, farbig gefasst, um 1800 | in der Kirche St-Pierre-et-St-Paul (Lage) | PM88001253    | Inscrit      | 2007  |      |